# Donald Bell Sole
Donald Bell Sole (* 13. Dezember 1917 in Grahamstown; † 30. Mai 2011 in Kapstadt) war ein südafrikanischer Diplomat.

## Leben
Donald Bell Sole studierte am Kingswood College und an der Rhodes-Universität. Er trat 1937 in den auswärtigen Dienst ein. Während des Zweiten Weltkrieges war er in London akkreditiert. 1944 arrangierte er ein Treffen von Jan Christiaan Smuts mit Niels Bohr.
Von 1955 bis 1957 war er ständiger Vertreter (inter alia) der südafrikanischen Regierung beim UN-Hauptquartier. 1956 war er Mitverfasser der Gründungsakte der Internationalen Atomenergie-Organisation. Von 1957 bis 1961 war er Gesandter Südafrikas in Wien und Vertreter der Südafrikanischen Regierung bei der Internationalen Atomenergie-Organisation.
Von 1961 bis 1970 wurde er in Pretoria in leitender Funktion beschäftigt. Von Premierminister Hendrik Frensch Verwoerd wurde er beauftragt, eine Strategie zum Anschluss der High-Commission Territories, also für die späteren Staaten Botswana, Lesotho und Swasiland zu erarbeiten.
Am 4. April 1974 berichtete Sole in einem Schreiben nach Pretoria, dass er mit Georg Leber eine Reise von Günther Rall nach Südafrika abgesprochen habe. Am 1. Oktober 1975 entließ Leber, der abstritt informiert worden zu sein, Rall. Nach dem über das Schreiben von Sole im Stern berichtet wurde, wurde Sole abberufen.